# إيفان فاسيليف
إيفان فاسيليف (بالبلغارية: Иван Василев)‏ هو لاعب كرة قدم بلغاري في مركز الدفاع، ولد في 13 يونيو 1967 في كازنلاك في بلغاريا. شارك مع منتخب بلغاريا لكرة القدم. أما مع النوادي، فقد لعب مع او في سي سليفن 2000 وليفسكي صوفيا ونادي فاليتا.

## وصلات خارجية
- إيفان فاسيليف على موقع قاعدة بيانات كرة القدم.إي يو (الإنجليزية)
- إيفان فاسيليف على موقع ناشيونال فوتبول تيمز (الإنجليزية)